# Пирвели-Гурдземи
Пирвели-Гурдземи (груз. პირველი გურძემი) — село в Грузии, на территории Мартвильского муниципалитета края (мхаре) Самегрело-Верхняя Сванетия.

## География
Село находится в западной части Грузии, на правом берегу реки Гурдземи (правый приток реки Техури), на расстоянии приблизительно 10 километров (по прямой) к северо-западу от города Мартвили, административного центра муниципалитета. Абсолютная высота — 221 метр над уровнем моря.

## Население
По результатам официальной переписи населения 2014 года в Пирвели-Гурдземи проживало 475 человек (231 мужчина и 244 женщины). В национальной структуре населения грузины составляли 100 %.
| Год  | Население, человек |
| ---- | ------------------ |
| 2002 | 476                |
| 2014 | ↘ 475              |